# Carmela Patti Salgado
Carmela Patti Salgado (Taquaritinga, 1 de setembro de 1911 — São Paulo, agosto de 1989) foi uma professora e ativista social brasileira, conhecida por seu expressivo trabalho social em Brasília e por ser casada com o escritor, poeta e político Plínio Salgado, fundador e líder da Ação Integralista Brasileira (AIB).

## Biografia
Nasceu em 1911 na cidade de Taquaritinga, cidade do interior paulista, filha de Fortunato Patti e Maria Pagliuso Patti.

### Integralismo
No anos 30, ainda antes de se casar, ela aderiu ao Integralismo, atuando como presidente do Departamento de Arregimentação Feminina do núcleo integralista de sua cidade natal. Em 1936 ela se casa com Plínio Salgado, com quem não teve filhos. 
Em 1937, ela atuou como Secretária Provincial de Arregimentação Feminina e Pliniana da Guanabara na AIB. Nessa época, ela colaborou com a revista Brasil Feminino convocando as mulheres integralistas, as "blusas verdes", para a luta, concluindo com a frase "lutando pela vitória do Sigma que é a vitória do Brasil" em um dos seus artigos.
Após o episódio que ficou conhecido como Levante Integralista, Dona Carmela seguiu o seu marido para o exílio em Portugal, onde permaneceu até o fim da Ditadura Varguista.

### Obra social em Brasília
Com a inauguração de Brasília, o casal Salgado se muda para a nova capital do país, tendo Plínio Salgado sido eleito deputado federal em 1958. Em seu novo lar, não pode deixar de notar a situação social da nova cidade que surgia, fazendo o seguinte relato:
Inaugurava-se a 21 de abril de 1960, a nova Capital. Seu panorama demográfico apresentava variados aspectos. Transportavam-se para o Planalto os representantes dos Três Poderes. Iniciava-se uma vida comercial e incipiente atividade industrial. Prosseguiam as construções dos novos blocos residenciais e casas urbanas e suburbanas. Em torno de tais realizações, havia uma população de assalariados e de correntes migratórias fascinadas pelas possibilidades de vida melhor, que se constituíam de famílias em situação de desemprego ou com salários insuficientes. Decorria daí o grave problema de centenas de crianças desamparadas. E não era só isso: escasseavam alimentos e roupas para grande parte dessa multidão, constituída, sobretudo, de nordestinos, que vinham à procura do sonhado Eldorado e encontravam, aqui, as maiores dificuldades de subsistência. Urgia uma iniciativa por parte das classes favorecidas em benefício das necessitadas. Foi em junho daquele ano. Lembro-me como se fosse hoje. Nas tardes das quintas-feiras, iniciaram-se as reuniões de grupos de senhora em minha residência. Eram horas de estudos, análises, debate e planejamentos. Surgiu a idéia da Casa do Candango.— Carmela Patti Salgado
Assim, por iniciativa de Dona Carmela, em junho de 1960, dois meses após a inauguração de Brasília, surgia a Casa do Candango, uma instituição filantrópica de caráter assistencial, cultural e educacional, que é reconhecida como uma das principais organizações sociais da capital federal, prestando assistência em regime integral à crianças e idosos e oferecendo melhores condições de vida para as famílias em situação de vulnerabilidade do DF.
Como forma de arrecadar fundos para essa nova instituição, Dona Carmela, junto ao grupo pioneiras e mulheres de parlamentares, organizaram uma das primeiras Festas Juninas da cidade em 1960, tendo inclusive originando um outro evento bastante tradicional na cidade, a chamada Festa dos Estados, que teve início em 1961. Ainda com o intuito de arrecadar fundos para a Casa do Candango, neste evento cada barraca trazia comidas típicas de um estado brasileiro. A ideia deu tão certo, que ganhou força e se transformou em um dos mais importantes eventos das primeiras décadas de Brasília.
Dona Carmela não só foi responsável por estruturar a Casa do Candango, mas também foi uma das idealizadoras da Ação Social do Planalto, uma instituição de caridade com foco em acolher crianças e adolescentes em situação de vulnerabilidade social, fundada em setembro de 1963, oferecendo educação básica, profissionalização, atividades esportivas e abrigo.
Ela faleceu em 1989, deixando um legado de dedicação aos mais necessitados.